# Verklärung Christi (Schongau)

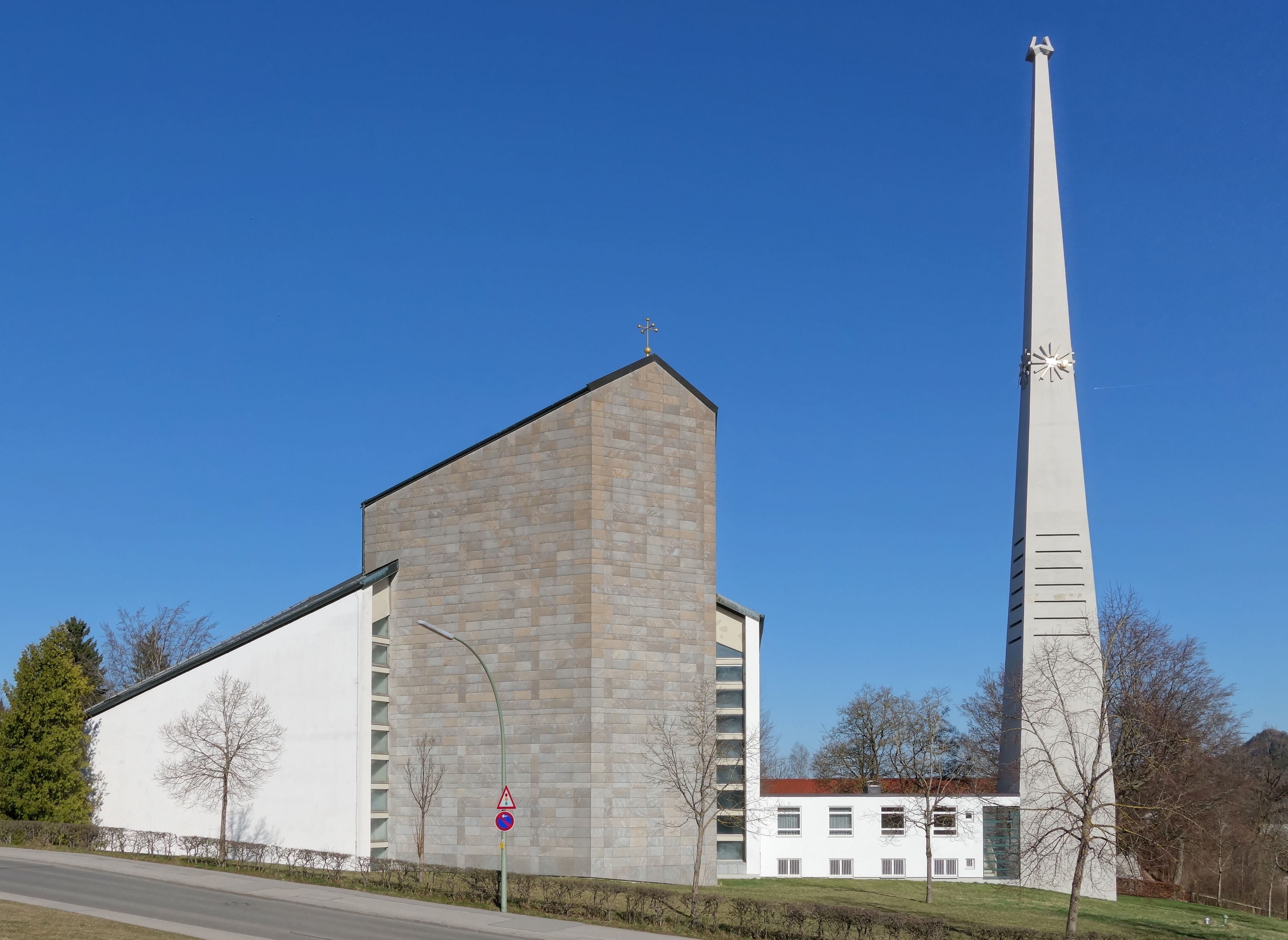
Kirche Verklärung Christi von Westen

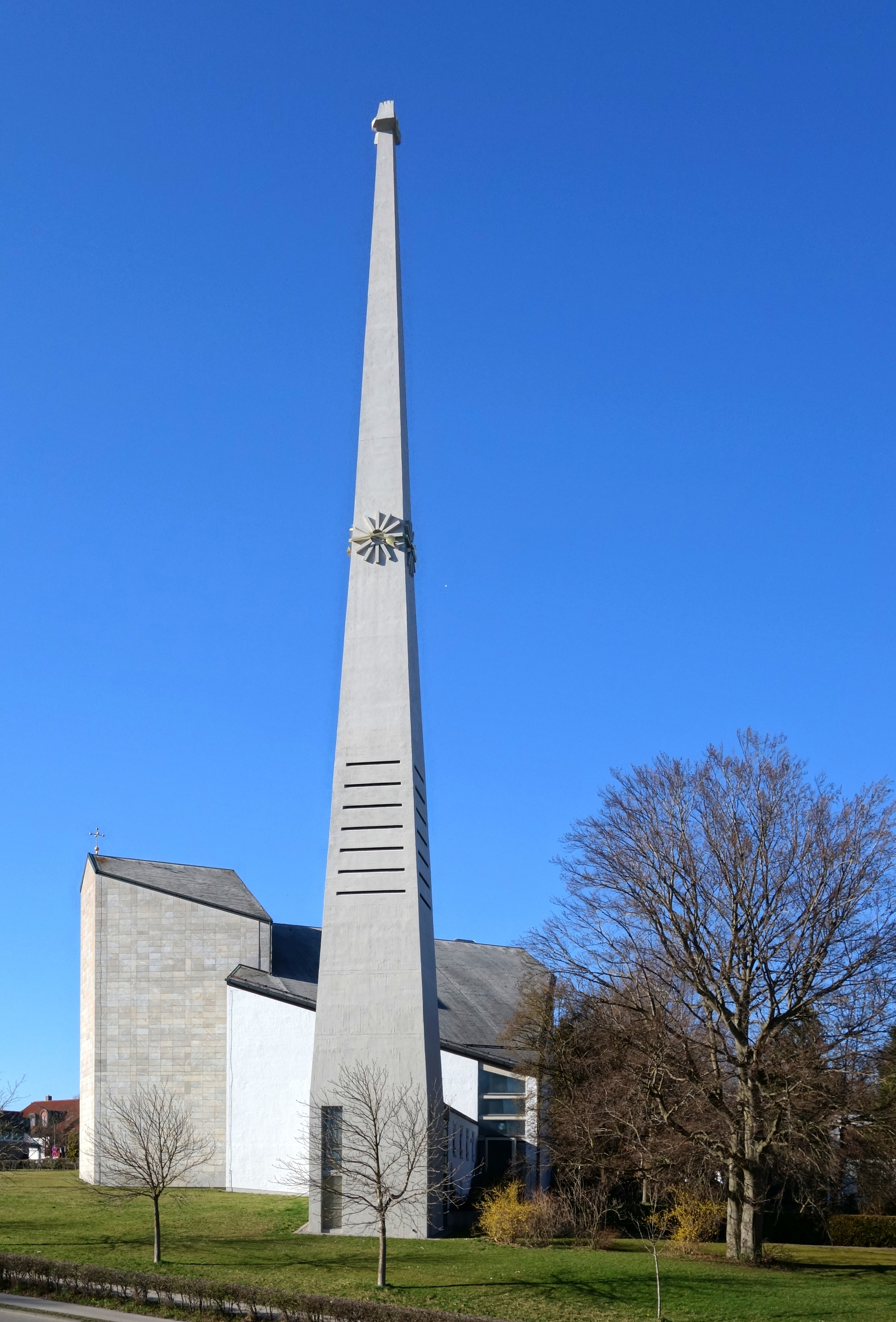
Ansicht von Süden

Die römisch-katholische Stadtpfarrkirche Verklärung Christi in Schongau im oberbayerischen Landkreis Weilheim-Schongau gehört als Teil der gleichnamigen Pfarrei zum Dekanat Weilheim-Schongau des Bistums Augsburg. Das Gotteshaus mit der Adresse Schönlinder Straße 41 steht unter Denkmalschutz.

## Geschichte
Als nach dem Zweiten Weltkrieg die Einwohnerzahl von Schongau stark anstieg und die Stadtpfarrkirche Mariä Himmelfahrt nicht mehr ausreichte, entschloss man sich zum Bau einer zweiten Stadtpfarrkirche. Am 24. Juli 1966 erfolgte die Grundsteinlegung für den vom Architekten Friedrich Ferdinand Haindl entworfenen Bau und Ende des Jahres wurde Hebauf gefeiert. Im Folgejahr wurde der Innenraum ausgebaut.
Die Kirchweihe erfolgte am 3. März 1968 durch Bischof Josef Stimpfle.

## Beschreibung und Ausstattung
Der Bau aus Ziegel und Beton weist einen gebrochen sechseckigen Grundriss auf. Der Kirchenraum läuft konisch auf den Altarraum zu, der gegenüber dem Bereich der Kirchenbänke überhöht ist. Die Bänke sind halbkreisförmig um den Altar angeordnet. Im Süden schließt die Sakristei an, durch die die Kirche mit dem pyramidenförmigen Campanile verbunden ist. Letzterer ist von geöffneten Händen bekrönt.
Große Teile der Kirchenausstattung schuf Josef Henselmann: Altar, Sakramentshaus, Tabernakel, Ambo, Apostelleuchter, Altarleuchter, Taufsteindeckel und die Madonna mit Kind an der linken Seitenwand. Über dem Altar befindet sich eine hölzerne Bildscheibe mit einer Darstellung der Verklärung Christi von Josef Lang. Das Altarbild stammt von Franz Nagel. Es zeigt neun Rettungstaten Gottes:
- Isaak von der Opferung
- Ijob von seinen Leiden
- Mose aus der Hand Pharaos
- David aus der Hand Goliats
- Noah aus der Sintflut
- Petrus und Paulus aus dem Kerker
- Drei Jünglinge aus dem Feuerofen
- Daniel aus der Löwengrube
- Lot aus Sodoms Flammen

## Orgel
Die Orgel der Kirche wurde 1972 von Maximilian Offner aus Augsburg erbaut. 2013 erfolgte eine Generalüberholung durch dessen Bruder Andreas Offner. Das Instrument mit Schleifladen, mechanischer Spiel- und elektropneumatischer Registertraktur besitzt 1470 Pfeifen in 22 Registern auf zwei Manualen und Pedal, die folgende Disposition aufweisen:
| I Hauptwerk C–g3 |               |       |
| 1.               | Principal     | 8′    |
| 2.               | Koppelflöte   | 8′    |
| 2.               | Oktave        | 4′    |
| 4.               | Gemshorn      | 4′    |
| 5.               | Oktave        | 2′    |
| 6.               | Mixtur IV–VI0 | 1 ⁄3′ |
| 7.               | Trompete      | 8′    |

| II Rückpositiv C–g3 |                    |       |
| 8.                  | Gedeckt            | 8′    |
| 9.                  | Quintade           | 8′    |
| 10.                 | Principal          | 4′    |
| 11.                 | Rohrflöte          | 4′    |
| 12.                 | Waldflöte          | 2′    |
| 13.                 | Quinte             | 1 ⁄3′ |
| 14.                 | Terzzimbel III–IV0 | 2⁄5′  |
| 15.                 | Krummhorn          | 8′    |
|                     | Tremulant          |       |

| Pedal C–f1 |                |       |
| 16.        | Subbaß         | 16′   |
| 17.        | Prästant       | 8′    |
| 18.        | Gedecktbaß     | 8′    |
| 19.        | Choralbaß      | 4′    |
| 20.        | Nachthorn      | 2′    |
| 21.        | Rauschbaß III0 | 2 ⁄3′ |
| 22.        | Fagott         | 16′   |

- Koppeln: Normalkoppeln II/I, I/P, II/P
- Spielhilfen: 1 freie Kombination, Tutti, Einzelabsteller für Zungen

## Glocken
Die Kirche besitzt fünf Glocken:
| Nr. | Patrozinium | Inschrift                                                | Gewicht (in kg) | Durchmesser (in cm) | Schlagton |
| --- | ----------- | -------------------------------------------------------- | --------------- | ------------------- | --------- |
| 1   | Christkönig | Christus siegt, Christus regiert, Christus herrscht      | 1400            | 136                 | d1        |
| 2   | Maria       | Schutzpatronin Bayerns, bitte für uns                    | 800             | 115                 | f1        |
| 3   | Josef       | Heiliger Josef schütze unsere Kirche und unsere Familien | 600             | 102                 | g1        |
| 4   | Barbara     | Lebende rufe ich, Tote beklage ich, Blitze breche ich    | 389             | 88                  | b1        |
| 5   | Hedwig      | Unsere Heimat ist im Himmel                              | 200             | 71                  | d2        |